# Vitrinobrachium baccettii
Vitrinobrachium baccettii is een slakkensoort uit de familie van de Vitrinidae. De wetenschappelijke naam van de soort is voor het eerst geldig gepubliceerd in 1971 door Giusti & Mazzini.